# 김윤구 (1985년)
김윤구(한국 한자: 金允求, 1985년 2월 25일 ~ )는 대한민국의 전 축구 선수이며, 포지션은 수비수였다.